# Łuzki (powiat sokołowski)
Łuzki – wieś w Polsce położona w województwie mazowieckim, w powiecie sokołowskim, w gminie Jabłonna Lacka. Ma status sołectwa.
| SIMC    | Nazwa         | Rodzaj    |
| ------- | ------------- | --------- |
| 0672805 | Bałkany       | część wsi |
| 0672811 | Dwór Łużecki  | część wsi |
| 0672834 | Łuzki-Kolonia | kolonia   |
| 0672828 | Przecze       | część wsi |

W latach 1975–1998 miejscowość należała administracyjnie do województwa siedleckiego.
Wierni wyznania rzymskokatolickiego zamieszkali w miejscowości należą do parafii Czekanów.